# Thai Premier League Division 1 – 2015
Die Thai Premier League Division 1 - 2015 war die insgesamt 18. Saison der zweiten Liga Thailands.
Die Liga wurde auch  Yamaha League Division 1 genannt. Die Liga startete mit 20 Vereinen.

## Mannschaften
Aufsteiger
- Thai Premier League Division 1 - 2014 → Thai Premier League 2015

Nakhon Ratchasima FC
Saraburi FC
Navy FC
Absteiger
- Thai Premier League Division 1 - 2014 →  Regional League Division 2

Roi Et United FC
Phitsanulok FC
Khon Kaen FC
Sriracha FC
Absteiger
- Thai Premier League 2014 → Thai Premier League Division 1 - 2015

Police United
PTT Rayong FC
Songkhla United FC
Air Force Central
Samut Songkhram FC
Aufsteiger
- Regional League Division 2 → Thai Premier League Division 1 - 2015

PT Prachuap FC
Thai Honda Ladkrabang FC
Sukhothai FC
Phichit FC
| Mannschaft               | Standort            | Stadion                                         | Kapazitaet |
| ------------------------ | ------------------- | ----------------------------------------------- | ---------- |
| Air Force Central        | Pathum Thani        | Thupatemi Stadium                               | 25.000     |
| Angthong FC              | Ang Thong           | Ang Thong Province Stadium                      | 6.500      |
| Ayutthaya FC             | Ayutthaya           | Ayutthaya Province Stadium                      | 6.000      |
| Bangkok FC               | Bangkok             | 72nd Anniversary Stadium (Bang Mod)             | 8.000      |
| BBCU FC                  | Nonthaburi          | Nonthaburi Youth Centre Stadium                 | 6.000      |
| Chiangmai FC             | Chiang Mai          | 700th Anniversary Stadium                       | 25.000     |
| Krabi FC                 | Krabi               | Krabi Provincial Stadium                        | 6.000      |
| Nakhon Pathom United FC  | Nakhon Pathom       | Nakhon Pathom Municipality Sport School Stadium | 2.141      |
| Pattaya United           | Pattaya             | Nong Prue Stadium                               | 5.000      |
| Phichit FC               | Phichit             | Phichit Provincial Stadium                      | 15.000     |
| Phuket FC                | Phuket              | Surakul Stadium                                 | 15.000     |
| Police United            | Pathum Thani        | Boonyachinda Stadium                            | 3.500      |
| PT Prachuap FC           | Prachuap Khiri Khan | Prachuap Khiri Khan Province Stadium            | 7.000      |
| PTT Rayong FC            | Rayong              | PTT Stadium                                     | 20.000     |
| Samut Songkhram FC       | Samut Songkhram     | Samut Songkhram Stadium                         | 6.000      |
| Songkhla United FC       | Songkhla            | Tinsulanon Stadium                              | 27.500     |
| Sukhothai FC             | Sukhothai           | Thung Thalay Luang Stadium                      | 8.000      |
| Thai Honda Ladkrabang FC | Bangkok             | 72nd Anniversary Stadium (Min Buri)             | 10.000     |
| Trat FC                  | Trat                | Trat Province Stadium                           | 4.000      |
| TTM Customs FC           | Samut Prakan        | Lad Krabang 54 Stadium                          | 2.000      |

## Personal
| Mannschaft               | Trainer               | Mannschaftskapitän      |
| ------------------------ | --------------------- | ----------------------- |
| Air Force Central        | Sasom Pobprasert      | Sarayut Chaikamdee      |
| Angthong FC              | Reiner Maurer         | Santat Klinyeesun       |
| Ayutthaya FC             |                       | Sorasak Kaewinta        |
| Bangkok FC               | Miloš Joksić          | Suguru Hashimoto        |
| BBCU FC                  | Tsuyoshi Takano       | Kittikun Jamsuwan       |
| Chiangmai FC             | Wil Boessen           | Jaroonsak Somkong       |
| Krabi FC                 | Vorawan Chitavanich   | Thaweephong Ja-reanroob |
| Nakhon Pathom United FC  | Jason Withe           | Narentorn Rasee         |
| Pattaya United           | Sean Luke Sainsbury   | Wattana Playnum         |
| Phichit FC               | Worakorn Wichanarong  | Amnart Rakprasert       |
| Phuket FC                | Songyot Klinsrisuk    | Yūsuke Satō             |
| Police United            | Tawan Sripan          | Surachat Sareepim       |
| PT Prachuap FC           | Dusit Chalermsan      | Rangsarith Suttisa      |
| PTT Rayong FC            | José Alves Borges     | Narongchai Vachiraban   |
| Samut Songkhram FC       | Samad Amartayakul     | Saknarin Phusamsai      |
| Songkhla United FC       | Somchai Makmool       | Chairat Madsiri         |
| Sukhothai FC             | Somchai Chuayboonchum | Tanawat Panchang        |
| Thai Honda Ladkrabang FC | Masami Taki           | Daiki Higuchi           |
| Trat FC                  | Praphan Narkpong      | Narej Karpkraikaew      |
| TTM Customs FC           | Narasak Boonkleng     | Jetsada Jitsawad        |

## Ausländische Spieler
| Mannschaft               | Spieler 1         | Spieler 2                | Spieler 3            | Spieler 4           | Spieler Asien        | Ehemalige Spieler                     |
| ------------------------ | ----------------- | ------------------------ | -------------------- | ------------------- | -------------------- | ------------------------------------- |
| Air Force Central        | Valdomiro Soares  | Issac Honey              | Kouassi Yao Hermann  | Lee Hyun-jin        | Yūji Funayama        |                                       |
| Angthong FC              | Alex Ruela        | Rodrigo Silva            | Ho Seong-wook        | Jung Soo-ho         | Nobuhito Takahashi   |                                       |
| Ayutthaya FC             | Valci Júnior      | Njie Ngenevu Divine      | Seiya Kojima         | Jozef Tὶrer         | Erikson Noguchipinto |                                       |
| Bangkok FC               | Flavien Michelini | Suguru Hashimoto         | Radomir Đalović      | Ivan Petrović       | Ahn Byung-keon       |                                       |
| BBCU FC                  | Andre Araújo      | Dooh Moukoko             | Yuki Bamba           | Chae Wan-ji         | Yusuke Kato          |                                       |
| Chiangmai FC             | Maycon Calijuri   | El Mehdi Sidqy           | Rafael Wellington    | Terrence Mandaza    |                      |                                       |
| Krabi FC                 | Koné Seydou       | Kassiaty Gildas Labi     | Tangeni Shipahu      | Willy Stephanus     | Ryohei Maeda         |                                       |
| Nakhon Pathom United FC  | Aron da Silva     | Jacques Bertin Nguemaleu | Lesley Ablorh        | Yūsei Ogasawara     | Jeong Woo-geun       |                                       |
| Pattaya United           | Wellington Priori | Ri Kwang-chon            | Milan Bubalo         | Borja Navarro       | Lee Won-young        | Nikola Komazec Roberto Merino Ramírez |
| Phichit FC               | Isaac Mbengan     | Ludovic Loic             | Nenebi Tra Sylvestre | Melvin Kicmett      | Joo Sung-hwan        |                                       |
| Phuket FC                | Trent McClenahan  | Andrezinho               | Berlin Ndebe-Nlome   | Moussa Sylla        | Yūsuke Satō          |                                       |
| Police United            | Diego Barcelos    | Dagno Siaka              | Shō Shimoji          | Adnan Barakat       | Goran Šubara         |                                       |
| PT Prachuap FC           | Neto Santos       | Munze Ulrich             | Sendley Bito         | Kwon Dae-hee        | Edgar Bernhardt      |                                       |
| PTT Rayong FC            | Kyle Nix          | Douglas                  | Yves Desmarets       | Amadou Ouattara     | Lee Sang-ho          |                                       |
| Samut Songkhram FC       | Tardeli Reis      | Bernard Kouassi          | Marc Landry Babo     | Heritiana Thierry   | Chang Seung-Weon     |                                       |
| Songkhla United FC       | Darko Rakočević   | Sergio Suárez            | Rufo Sánchez         | Paulo Martins       | Yugo Kobayashi       |                                       |
| Sukhothai FC             | Felipe Ferreira   | Bouba Abbo               | Yuto Nakagawa        | Jhon Baggio         | Hiromichi Katano     |                                       |
| Thai Honda Ladkrabang FC | Gastón González   | Walther Henri            | Michitaka Akimoto    | Julius Oiboh        | Daiki Higuchi        |                                       |
| Trat FC                  | Seiya Sugishita   | Borče Manevski           | Saidu Sani           | Na Jin-seong        | Yoon Si-ho           |                                       |
| TTM Customs FC           | Lucas Daniel      | Matias Recio             | Ali Diarra           | Kendall Jagdeosingh | Nam Dae-shik         |                                       |

## Abschlusstabelle
| Pl. | Verein                   | Sp. | S  | U  | N  | Tore    | Diff. | Punkte |
| --- | ------------------------ | --- | -- | -- | -- | ------- | ----- | ------ |
| 1.  | Police United            | 38  | 24 | 8  | 6  | 084:300 | +54   | 80     |
| 2.  | Pattaya United           | 38  | 18 | 11 | 9  | 077:400 | +37   | 65     |
| 3.  | Sukhothai FC             | 38  | 17 | 11 | 10 | 071:520 | +19   | 62     |
| 4.  | BBCU FC                  | 38  | 17 | 9  | 12 | 050:420 | +8    | 60     |
| 5.  | Nakhon Pathom United FC  | 38  | 17 | 8  | 13 | 058:470 | +11   | 59     |
| 6.  | Thai Honda Ladkrabang FC | 38  | 16 | 9  | 13 | 062:460 | +16   | 57     |
| 7.  | PTT Rayong FC            | 38  | 14 | 12 | 12 | 062:600 | +2    | 54     |
| 8.  | Prachuap FC              | 38  | 15 | 9  | 14 | 056:540 | +2    | 54     |
| 9.  | Air Force Central        | 38  | 14 | 10 | 14 | 053:500 | +3    | 52     |
| 10. | Angthong FC              | 38  | 12 | 15 | 11 | 048:410 | +7    | 51     |
| 11. | Songkhla United FC       | 38  | 14 | 9  | 15 | 053:600 | −7    | 51     |
| 12. | Samut Songkhram FC       | 38  | 13 | 11 | 14 | 055:530 | +2    | 50     |
| 13. | Bangkok FC               | 38  | 14 | 7  | 17 | 044:490 | −5    | 49     |
| 14. | Krabi FC                 | 38  | 12 | 13 | 13 | 046:470 | −1    | 49     |
| 15. | Chiangmai FC             | 38  | 12 | 12 | 14 | 043:540 | −11   | 48     |
| 16. | Phichit FC               | 38  | 12 | 12 | 14 | 059:630 | −4    | 48     |
| 17. | Ayutthaya FC             | 38  | 12 | 7  | 19 | 047:710 | −24   | 43     |
| 18. | Phuket FC                | 38  | 12 | 7  | 19 | 038:650 | −27   | 43     |
| 19. | TTM Customs FC           | 38  | 10 | 10 | 18 | 034:510 | −17   | 40     |
| 20. | Trat FC                  | 38  | 7  | 6  | 25 | 035:100 | −65   | 27     |

1. ↑  Aus finanziellen Gründen verzichtete Police United auf den Aufstieg und wurde für ein Jahr gesperrt.

## Beste Torschützen
Stand: 12. Dezember 2015
| Platz | Spieler           | Mannschaft                                                   | Tore |
| ----- | ----------------- | ------------------------------------------------------------ | ---- |
| 1     | Tana Chanabut     | Police United                                                | 25   |
| 1     | Felipe Ferreira   | Sukhothai FC                                                 | 25   |
| 3     | Valci Júnior      | Ayutthaya FC                                                 | 24   |
| 4     | Jeong Woo-geun    | Nakhon Pathom United FC                                      | 20   |
| 4     | Milan Bubalo      | Pattaya United                                               | 20   |
| 6     | Marc Landry Babo  | Samut Songkhram FC                                           | 18   |
| 7     | Gastón González   | Thai Honda Ladkrabang FC                                     | 17   |
| 8     | Surachat Sareepim | Police United                                                | 16   |
| 9     | Radomir Đalović   | Bangkok FC                                                   | 15   |
| 9     | Rufo Sánchez      | Songkhla United FC                                           | 15   |
| 9     | Julius Oiboh      | Air Force Central (8 Tore) Thai Honda Ladkrabang FC (7 Tore) | 15   |

## Hattricks
| Spieler               | Mannschaft               | Gegnerische Mannschaft | Ergebnis | Datum              |
| --------------------- | ------------------------ | ---------------------- | -------- | ------------------ |
| Alex Ruela            | Angthong FC              | TTM Customs FC         | 4 – 0    | 28. Februar 2015   |
| Rufo Sánchez          | Songkhla United FC       | Ayutthaya FC           | 6 – 2    | 4. April 2015      |
| Milan Bubalo          | Pattaya United           | Chiangmai FC           | 5 – 0    | 8. April 2015      |
| Tana Chanabut         | Police United            | BBCU FC                | 3 – 0    | 26. April 2015     |
| Tana Chanabut         | Police United            | Sukhothai FC           | 5 – 2    | 29. April 2015     |
| Marc Landry Babo      | Samut Songkhram FC       | Songkhla United FC     | 4 – 1    | 3. Mai 2015        |
| Faysal Shayesteh      | Songkhla United FC       | Trat FC                | 4 – 1    | 6. Mai 2015        |
| Rodoljub Paunović     | Thai Honda Ladkrabang FC | Phichit FC             | 5 – 0    | 9. Mai 2015        |
| Erivaldo Oliveira     | Prachuap FC              | TTM Customs FC         | 3 – 2    | 27. Juni 2015      |
| Felipe Ferreira       | Sukhothai FC             | Trat FC                | 7 – 1    | 28. Juni 2015      |
| Yod Chantawong        | Sukhothai FC             | Trat FC                | 7 – 1    | 28. Juni 2015      |
| Chayawat Srinawong    | PTT Rayong FC            | Trat FC                | 5 – 0    | 4. Juli 2015       |
| Marc Landry Babo      | Samut Songkhram FC       | Sukhothai FC           | 4 – 3    | 12. Juli 2015      |
| Rodoljub Paunović     | Thai Honda Ladkrabang FC | Trat FC                | 5 – 1    | 12. Juli 2015      |
| Alongkorn Joranathong | Thai Honda Ladkrabang FC | Air Force Central      | 3 – 1    | 8. August 2015     |
| Surachat Sareepim     | Police United            | Songkhla United FC     | 6 – 0    | 23. August 2015    |
| Valci Júnior          | Ayutthaya FC             | Trat FC                | 3 – 0    | 23. August 2015    |
| Lee Won-young         | Pattaya United           | Prachuap FC            | 5 – 3    | 13. September 2015 |
| Sendley Bito          | Prachuap FC              | Phuket FC              | 3 – 0    | 27. September 2015 |
| Teeratep Winothai     | Police United            | PTT Rayong FC          | 6 – 0    | 17. Oktober 2015   |
| Aron da Silva         | Nakhon Pathom United FC  | Trat FC                | 3 – 0    | 18. Oktober 2015   |
| Borja Navarro         | Pattaya United           | Ayutthaya FC           | 4 – 1    | 25. Oktober 2015   |
| Ju Sung-hwan          | Phichit FC               | Air Force Central      | 4 – 1    | 22. November 2015  |

## Zuschauerzahlen
| Platz | Mannschaft               | Gesamt- zuschauerzahl | Höchste Zuschauerzahl | Niedrigste Zuschauerzahl | Durchschnittliche Zuschauerzahl |
| ----- | ------------------------ | --------------------- | --------------------- | ------------------------ | ------------------------------- |
| 1.    | Sukhothai FC             | 70.400                | 7.657                 | 1.674                    | 3.911                           |
| 2.    | Bangkok FC               | 52.515                | 3.831                 | 1.829                    | 2.763                           |
| 3.    | Air Force Central        | 46.480                | 3.452                 | 1.037                    | 2.446                           |
| 4.    | Pattaya United           | 44.358                | 4.352                 | 1.176                    | 2.334                           |
| 5.    | Chiangmai FC             | 40.454                | 4.520                 | 1.215                    | 2.129                           |
| 6.    | Phichit FC               | 38.921                | 3.650                 | 800                      | 2.048                           |
| 7.    | Phuket FC                | 38.629                | 4.120                 | 640                      | 2.033                           |
| 8.    | Ayutthaya FC             | 37.758                | 3.125                 | 623                      | 1.987                           |
| 9.    | PTT Rayong FC            | 37.669                | 4.902                 | 597                      | 1.982                           |
| 10.   | Angthong FC              | 34.299                | 5.248                 | 1.018                    | 1.805                           |
| 11.   | Nakhon Pathom United FC  | 32.540                | 2.562                 | 832                      | 1.712                           |
| 12.   | Songkhla United FC       | 31.757                | 3.125                 | 1.039                    | 1.671                           |
| 13.   | Thai Honda Ladkrabang FC | 24.809                | 3.540                 | 584                      | 1.305                           |
| 14.   | Prachuap FC              | 20.152                | 1.960                 | 589                      | 1.060                           |
| 15.   | Krabi FC                 | 19.118                | 1.483                 | 538                      | 1.006                           |
| 16.   | Samut Songkhram FC       | 18.974                | 2.682                 | 385                      | 998                             |
| 17.   | Police United            | 18.701                | 1.588                 | 550                      | 984                             |
| 18.   | BBCU FC                  | 18.153                | 1.314                 | 493                      | 955                             |
| 19.   | Trat FC                  | 17.941                | 1.897                 | 350                      | 944                             |
| 20.   | TTM Customs FC           | 9.710                 | 1.150                 | 0                        | 511                             |
|       | GESAMT                   | 659,219               | 7,657                 | 0                        | 1,739                           |

## Ausrüster / Sponsoren
| Team                     | Ausrüster   | Sponsor          |
| ------------------------ | ----------- | ---------------- |
| Air Force Central        | KELA        | Central          |
| Angthong FC              | Ego Sports  | CP               |
| Bangkok FC               | Lotto       | M2F              |
| BBCU FC                  | Ego Sports  | 3BB              |
| Chiangmai FC             | Warrix      | Singha           |
| Krabi FC                 | Ego Sports  | Thai AirAsia     |
| Nakhon Pathom United FC  | Kool        | Chang            |
| Pattaya United           | Warrix      | Bang & Olufsen   |
| Phichit FC               | FBT         | Red Bull         |
| Phuket FC                | Grand Sport | Chang            |
| Police United            | Puma        | Chang            |
| Prachuap FC              | Tamudo      | Sahaviriya Group |
| PTT Rayong FC            | Grand Sport | PTT              |
| Samut Songkhram FC       | Kool        |                  |
| Songkhla United FC       | FBT         | I-Mobile         |
| Sukhothai FC             | FBT         | I-Mobile         |
| Thai Honda Ladkrabang FC | Kappa       | Honda            |
| Trat FC                  | Deffo       | TTM              |
| TTM Customs FC           | Tamudo      | CP               |